# Rana bannanica
Rana bannanica là một loài ếch trong họ Ranidae.
Nó được tìm thấy ở Trung Quốc và có thể cả Lào.
Các môi trường sống tự nhiên của chúng là các khu rừng ẩm ướt đất thấp nhiệt đới hoặc cận nhiệt đới, hồ nước ngọt, đầm nước ngọt, và ao. Loài này đang bị đe dọa do mất môi trường sống.

## Hình ảnh

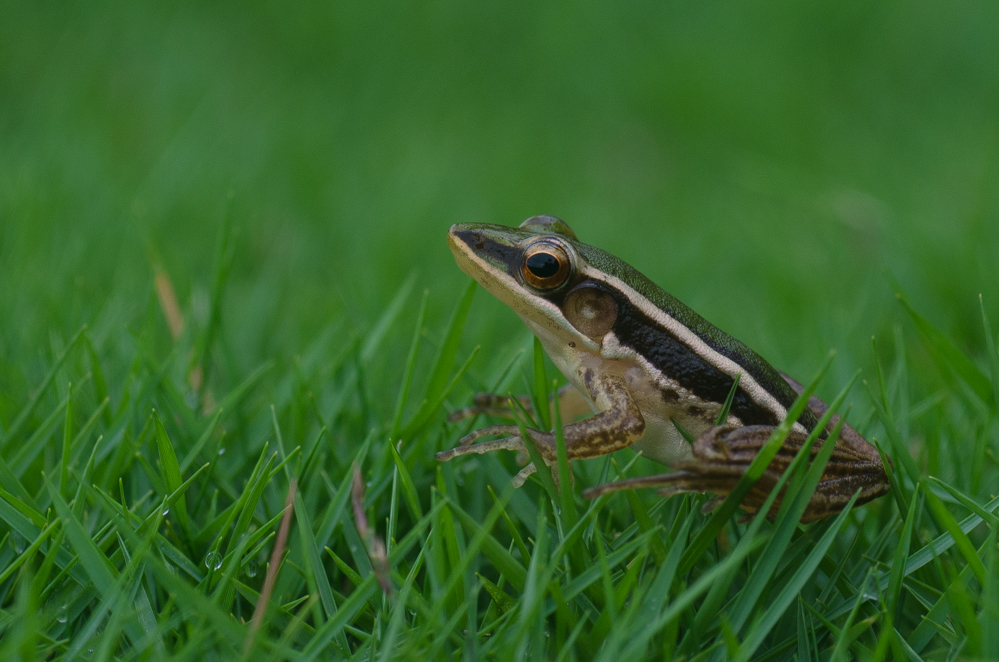